# Internationaal Zeemanshuis (Antwerpen)

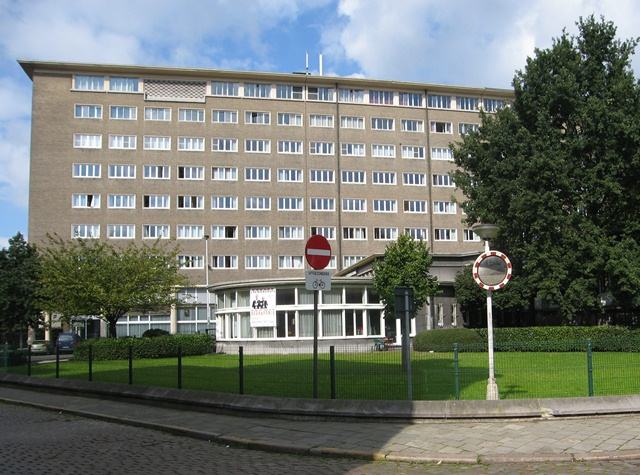
Het gebouw in 2011

Het Internationaal Zeemanshuis was een hotel, annex tehuis voor zeelieden, om ze tijdens een transitverblijf of in noodsituaties een degelijk onderdak, een goede verzorging en behoorlijke ontspanning te bieden. Het zeemanshuis moest materiële en morele steun verlenen. 
Het gebouw was een naoorlogs modernistische hoogbouwcomplex, naar een ontwerp van de architecten Paul Smekens en Hendrik Wittocx en werd gebouwd door de stad Antwerpen, onder impuls van schepen voor Sociale zaken Frans Detiège. Het gebouw werd geopend in 1950, in 2004 werd het gebouw opgenomen in een herwaarderingsproject en ondanks veelvuldige acties van nationale en internationale erfgoedorganisaties, actiegroepen en buurtcomités, werd het in februari 2013 afgebroken.

## Locatie
Het gebouw stond op de hoek van de Falconrui en de Generaal Belliardstraat in het zogenaamde Schipperskwartier in het noorden van het historisch centrum van de stad. Oorspronkelijk bevond zich op deze plek het klooster van de Falcontinnen, gesticht in de 14de eeuw door Falco de Lampage. In 1784 werd het klooster gesloten door keizer Jozef II en in 1792 omgevormd tot militair hospitaal. Enkel de toegangspoort herinnert nog aan het klooster. Napoleon vormde het voormalige kloostergebouw om tot de Falconkazerne, onderdeel van zijn plannen voor de Antwerpse haven. De kazerne werd uiteindelijk in 1941 gesloopt.

## Bouw

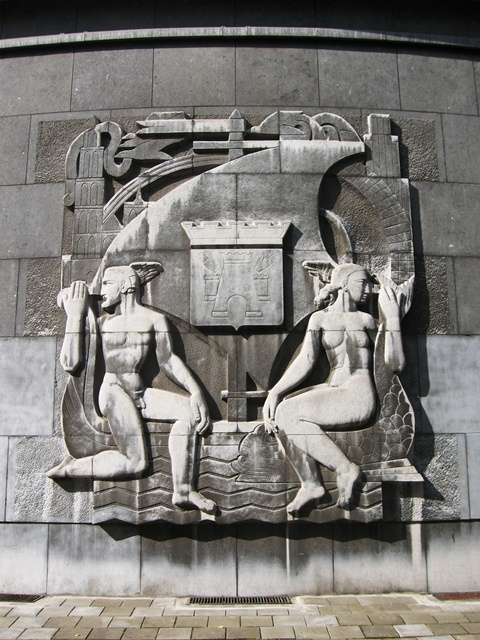
Monumentaal bas-reliëf van Leopold Van Esbroeck langs de Generaal Belliardstraat

In het kader van een stadsvernieuwingsprogramma bepleitte schepen van Sociale Zaken Frans Detiège, vanaf 1947, de bouw van een nieuw zeemanshuis. Hij kreeg hiervoor steun van partijgenoot en minister van Verkeerswezen Achille Van Acker. Eind 1949 sloten de Belgische Staat en de stad Antwerpen een bijzondere overeenkomst voor de bouw van het nieuwe Internationaal Zeemanshuis. De Belgische overheid bekostigde de bouw en de stad Antwerpen stond in voor de inrichting, het onderhoud van het gebouw en de werking.
De initiatief voor de bouw van het Internationaal Zeemanshuis kwam er omdat door de Tweede Wereldoorlog het vroegere Koninklijk Belgisch Zeemanshuis aan de Ankerrui te zeer beschadigd was en niet langer voldeed aan de toenmalige huisvestingsnoden. Als locatie voor het Internationaal Zeemanshuis koos men voor de vroegere Falconkazerne. Hiermee kwam het hotel voor zeelieden nabij het traditionele Schipperskwartier en het oude havengebied te liggen.
Met het Internationaal Zeemanshuis wilde het stadsbestuur de aanzet geven tot een grondige sanering van de gehele wijk, volgens de nieuwste stedenbouwkundige inzichten. In april 1951 startte het heien van de paalfundering en op 17 mei 1952 werd de eerste steen gelegd. Twee jaar later, in augustus 1954, werd de bouw voltooid en op 1 oktober 1954 werd het officieel in gebruik genomen.
Het Internationaal Zeemanshuis was een van de belangrijkste openbare infrastructuurwerken in Antwerpen en een onderdeel van de wederopbouw na de Tweede Wereldoorlog. Het gebouw was niet enkel van belang voor de internationale zeevaart, het speelde ook een beduidende maatschappelijke rol. 

## Herbestemming en sloop
In 2004 lanceerde de stad Antwerpen een belangrijk herwaarderingsproject voor het Schipperskwartier. In de wijk werd jaren strijd gevoerd om de prostitutie en criminele handelspraktijken terug te dringen. De zone Falconplein-Zeemanshuis was daarin een cruciaal hefboomproject. Hoewel het stadsbestuur het bestaande Internationaal Zeemanshuis in het ontwerp wilde behouden, werd het concept van het Duits-Nederlandse ontwerpbureau Rapp+Rapp geselecteerd, dat als enige resoluut voor afbraak van het Internationaal Zeemanshuis koos. Ondanks veelvuldige acties van nationale en internationale erfgoedorganisaties, actiegroepen en buurtcomités werd het gebouw in 2013 afgebroken.

## Externe bronnen
- BERTELS, I. 2009: Het Internationale zeemanshuis te Antwerpen. Van concept tot afbraak, in GREEFS, H. & VAN DAMME, I., In behouden haven. Liber Amicorum Greta Devos, Tielt, 215-233.
- BRAEM, R. 1956: Het nieuwe Zeemanshuis te Antwerpen, Bouwen en Wonen 3.6, 248-262.
- LAMPO, L. 2005: Matrozenpaleis. 50 jaar Internationaal Zeemanshuis Antwerpen, Antwerpen.
- SIELENS, H. 1966: 75 jaar officieel Zeemanshuis te Antwerpen. Schets voor een geschiedenis van de instelling, Tijdschrift der stad Antwerpen 12.4, 154-180.
- Stadsarchief Antwerpen, dossiers MA 26032-26033; MAPLANS 85693-85694, 85696; Audiovisueel Archief FOTO-OF#3805-3815.
- Internationaal Zeemanshuis in de inventaris van het agentschap Onroerend Erfgoed